# ...e respiro/Un fiore
...e respiro/Un fiore è il settimo singolo discografico di Alice pubblicato in Italia nel 1978.

## Tracce
1. ...e respiro – 4:25 (Danilo Vaona e Riccardo Fogli)
2. Un fiore – 5:46 (Carla Vistarini e Luigi Lopez)